# Naturschutzgebiet Notzingermoos
Das Naturschutzgebiet Notzingermoos befindet sich im oberbayerischen Landkreis Erding, in der Gemeinde Oberding, südlich der Kreisstraße ED7 (von Notzing nach Goldach auf halbem Wege), unmittelbar südöstlich an den Ort Notzingermoos angrenzend. Es hat eine Größe von 138,9 ha und ist unter NSG-00494.01 eingetragen.
Das Erdinger Moos hatte einst ausgedehnte Moosflächen, von denen aber nur noch Reste erhalten sind. Insbesondere durch den Bau des Großflughafens München (eröffnet 1992) kam es zu erheblichen Veränderungen und Grundwasserabsenkungen.
Das Naturschutzgebiet ist überwiegend bewaldet, weitgehend durch Laubgehölze – vorwiegend sind Birkenwälder. Es gibt aber auch Eschen und Weiden, vereinzelt Eichen. Das Gehölz ist immer wieder unterbrochen durch Lichtungen und Wiesen. Es sind zahlreiche Gebüsche (auch großflächig) anzutreffen, wobei sehr häufig Holunder vorhanden ist. Aber es gibt hier auch große Altholzbereiche und etliche Feuchtgebiete.
Am östlichen Rand des Naturschutzgebietes befindet sich der Bach Gfällach.